# Bernardina Franjka Horvat
Bernardina Franjka Horvat (Zenica, 29. listopada 1899. – Zagreb, 23. siječnja 1932.) bila je hrvatska katolička redovnica, pjesnikinja, pripovjedačica i dramska spisateljica

## Životopis
Rođena je 29. listopada 1899. u Zenici. Krštena je imenom Franjka.
Osnovnu i Višu djevojačku školu završila je u Travniku. Tada je stanovala kod sestara milosrdnica u Zavodu (u konviktu). Nakon Više djevojačke škole završila je Žensku učiteljsku školu sestara milosrdnica u Zagrebu. Ušla je u Družbu sestara milosrdnica 3. kolovoza 1918. godine. U novicijat ulazi 15. kolovoza 1919. kada je uzela redovničko ime Bernardina. Privremene je zavjete položila 16. kolovoza 1920. te doživotne zavjete 15. kolovoza 1924. godine.
Godinu dana radila je kao učiteljica u sestarskoj osnovnoj školi u Derventi, a zatim godinu dana u Višoj djevojačkoj školi u Brčkom. Nakon toga je studirala hrvatski i talijanski jezik te posebnu filozofiju na Filozofskom fakultetu u Zagrebu te u Milanu i Paviji. Godine 1927. započela je raditi u Ženskoj realnoj gimnaziji sestara milosrdnica sv. Vinka Paulskog u Zagrebu kao profesorica hrvatskog jezika i filozofije.
Umrla je od tuberkuloze u bolnici na Vinogradskoj cesti, u Zagrebu, 23. siječnja 1932. godine.

## Djela
- „Ljiljanova sestrica” (1922.)
- „Rad učiteljice u slavonskom selu” (1924.)
- „Mali vrtec ograjen” (1924.)
- „U sjenama historije” (1925.)
- „Berengarija” (1925.)
- „Božji glas” (1926.)
- „Jelinka” (1926.)
- „Utjeha” (1926.)
- „Kraj nazaretskog zdenca” (1927.)
- „Jeftina kći” (1928.)
- „Pravda i milosrđe” (1928.)
- „Majka Makabejka” (1930.)
- „Blagoslov ljeta” (1930.)
- „Naš svijet” (1931.)
- „Mladena” (1931.)
- „Žrtva” (1932.)

### Članci
- Popić, Veronika Mila. 2015. Bernardina Franjka Horvat − nepoznata književnica. Kroatologija. Sveučilište u Zagrebu – Fakultet hrvatskih studija. Zagreb. 6 (1–2): 309–321